# معركة هيداسبس

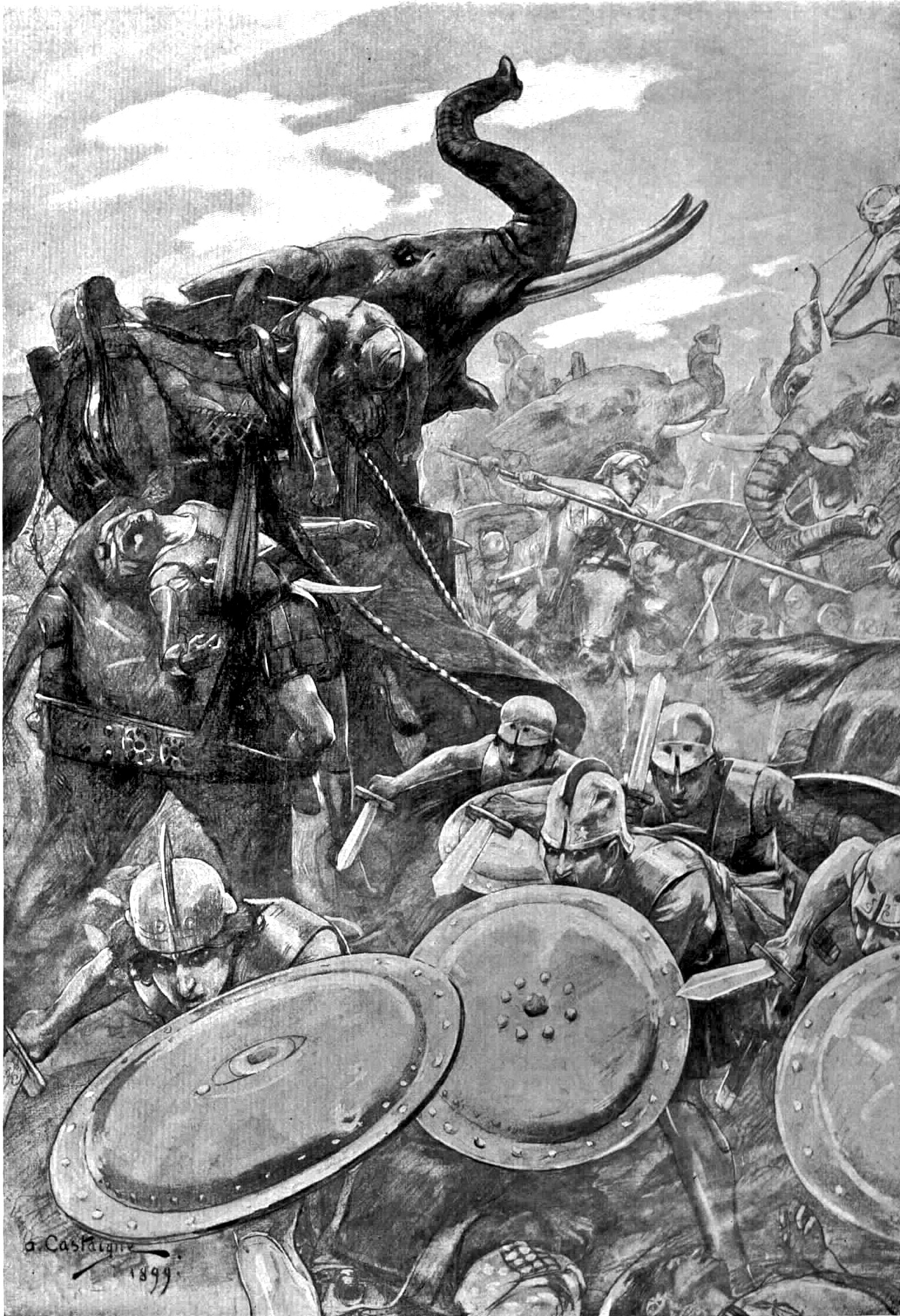
تصوير للمعركة بريشة أندريه كاستينيه

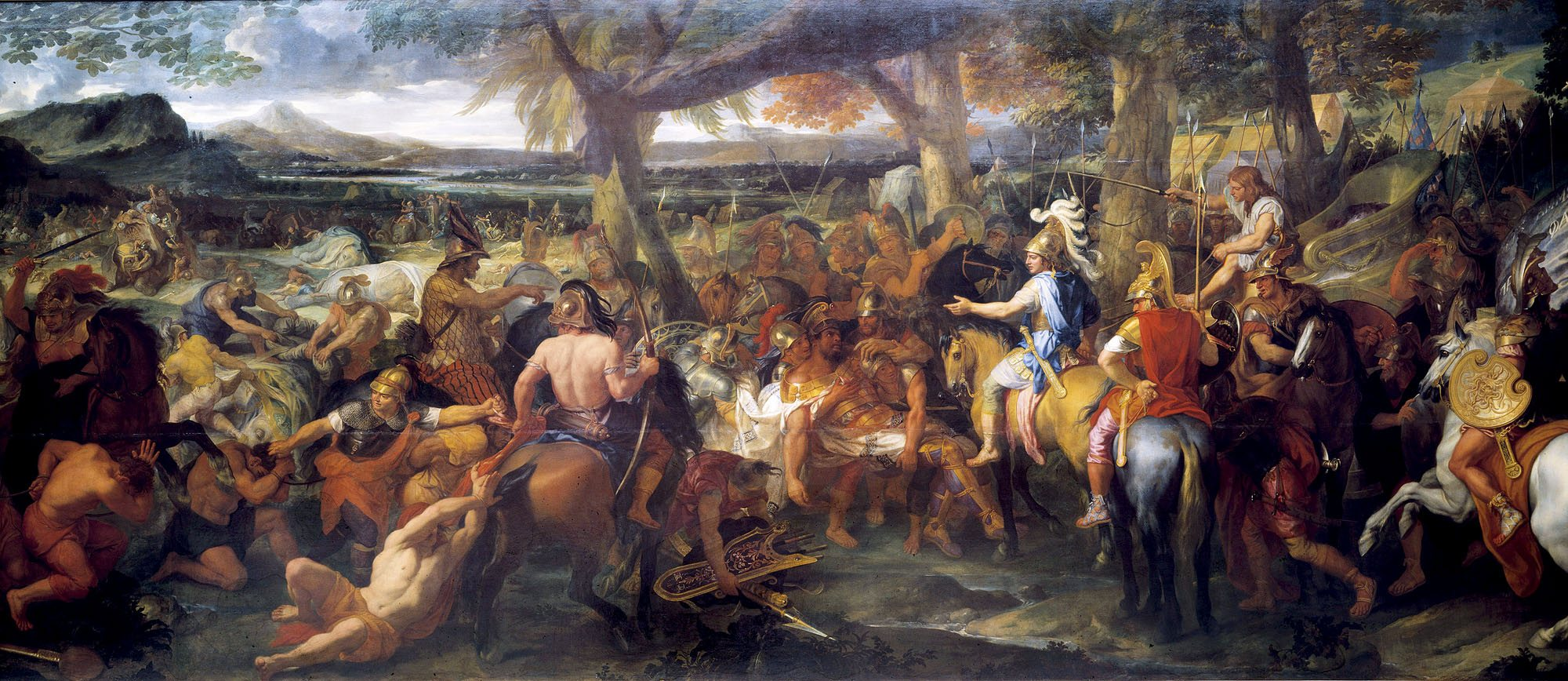
الإسكندر وبوروس بلوحة شارل لو برون

معركة هيداسبس هي معركة انتصر فيها جنود الإسكندر الأكبر على الملك بورس قرب نهر جيلوم عام 326 ق م وكانت رابع وآخر المعارك الكبرى للإسكندر في حملة آسيا بعد غزوه للإمبراطورية الإخمينية.
قبل أن يتجه الإسكندر إلى مقدونيا تجابه مع بوروس الملك الهندي حاكم المنطقة بين جيلوم وتشينا، وبعد أيام من المعارك مع الهنود عبر نهرا صعب الخوض واستخدم الإغريق خططا مختلفة واستطاع الإسكندر الالتفاف حول معسكر الأعداء، وما زاد مشاكل الإسكندر أن جيش بوروس به 34000 جندي ونحو 200 فيل هددت فاعلية الجيش المقدوني وخلال المعركة دمر الإسكندر جناح بوروس الأيسر فمكن القوات المقدونية من التغلغل نحو الصفوف الهندية وإيقاع الهزيمة المنكرة بهم.
ترك الإسكندر بوروس بعدها يحكم منطقته بعد إقامة تحالف بين الاثنين.